# 1889 en mathématiques
Cet article présente les faits marquants de l'année 1889 en mathématiques.

## Naissances
- 9 janvier : Percy John Daniell (mort en 1946), mathématicien britannique.
- 19 janvier : Theodore William Chaundy (mort en 1966), mathématicien britannique.
- 12 février : Enrico Bompiani (mort en 1975), mathématicien italien.
- 26 avril : Ludwig Wittgenstein (mort en 1889), philosophe et mathématicien autrichien.
- 5 mai : René Gâteaux (mort en 1914), mathématicien français.
- 12 mai : Mildred Sanderson (morte en 1914), mathématicienne américaine.
- 11 juillet : Ali Moustafa Mosharafa (mort en 1950), mathématicien égyptien.
- 22 juillet : Georges Giraud (mort en 1943), mathématicien français.
- 5 août : Hans Hamburger (mort en 1956), mathématicien allemand.
- 29 août : Stanisław Ruziewicz (mort en 1941), mathématicien polonais.
- 4 septembre : Moses Schönfinkel (mort en 1942), logicien et mathématicien soviétique.
- 5 septembre : Oskar Becker (mort en 1964), philosophe, logicien, mathématicien et historien des mathématiques allemand.
- 27 septembre : Henry Forder (mort en 1981), mathématicien néo-zélandais.
- 13 octobre : Georges Bouligand (mort en 1979), mathématicien français.
- 19 octobre : Alessandro Terracini (mort en 1968), mathématicien italien.
- 20 octobre : Hermann Vermeil (mort en 1959), mathématicien allemand.

## Décès
- 28 janvier : Joseph Émile Barbier (né en 1839), astronome et mathématicien français.
- 5 février : Ole Jacob Broch (né en 1818), mathématicien, physicien, économiste et politicien norvégien.
- 4 mars : Ignace Carbonnelle (né en 1829), mathématicien et prêtre jésuite belge.
- 7 mars : Angelo Genocchi (né en 1817), mathématicien italien.
- 3 avril : Wawrzyniec Żmurko (né en 1824), mathématicien polonais.
- 7 avril : Paul David Gustave du Bois-Reymond (né en 1831), mathématicien allemand.
- 21 mai : Georges Henri Halphen (né en 1844), mathématicien français.
- 15 août : Elias Loomis (né en 1811), mathématicien et météorologue américain.
- 10 décembre : Lorenzo Respighi (né en 1824), astronome et mathématicien italien.
- 12 décembre : Viktor Bouniakovski (né en 1804), mathématicien russe.